# Eduardo Serra
Eduardo Martins Serra (ur. 2 października 1943 w Lizbonie) – portugalski operator filmowy.
Dwukrotnie nominowany do Oscara za filmy: Miłość i śmierć w Wenecji w 1998 oraz Dziewczyna z perłą w 2004.

## Filmografia
- 2006
  - Ivresse du pouvoir, L'
- 2005
  - Il ne faut jurer... de rien!
- 2004
  - Beyond the Sea
  - Druhna
  - Bliscy nieznajomi
- 2003
  - Dziewczyna z perłą
  - Kwiaty zła
- 2002
  - Rue des plaisirs
- 2000
  - Niezniszczalny
  - Wdowa św. Piotra
  - Wyśniona namiętność
- 1998
  - Między piekłem a niebem
- 1997
  - Miłość i śmierć w Wenecji
  - Francuska ruletka
- 1996
  - O Judeu
  - Zniknięcie Finbara
  - Więzy miłości
  - Wielkie tournée (Grands ducs, Les)
- 1994
  - Parfum d'Yvonne, Le
  - Umrzeć ze śmiechu
  - Śmiertelne zmęczenie
- 1993
  - Amor e Dedinhos de Pé
  - Tango
  - Mapa ludzkiego serca
- 1992
  - Zebra (Zebre, Le)
  - Wymazane z pamięci
- 1990
  - Artcore oder Der Neger
  - Mąż fryzjerki
- 1988
  - Mulher do Próximo, A
- 1985
  - Tranches de vie
  - Contes clandestins
  - Małżeństwo stulecia
  - Moi vouloir toi
  - Des terroristes a la retraite
  - Specjaliści
- 1984
  - Garde du corps, Le
  - Pinot simple flic
  - Marche a l'ombre
- 1983
  - Sem Sombra de Pecado
- 1980
  - À vendre